# Gustavo Manuel Larrazábal
Gustavo Manuel Larrazábal CFM (San José, 31 de enero de 1961) es un eclesiástico católico argentino. Es el obispo auxiliar de San Juan de Cuyo, desde marzo de 2022.Fue el obispo electo de Mar del Plata, entre 2023 y 2024, pero no asumió el cargo.

## Biografía
Gustavo Manuel nació el 31 de enero de 1961, en la localidad argentina de San José.
Realizó su formación primaria en la Escuela "Guillermo G. Cano", de su pueblo natal. Realizó su formación secundaria, en el Liceo Militar Gral. Espejo (Mendoza).
Realizó sus estudios eclesiásticos, en el Centro de Estudios Filosóficos y Teológicos (CEFyT).

### Vida religiosa
Ingresó en la orden de claretianos, el 16 de febrero de 1986, en Córdoba. 
Realizó su noviciado el 14 de enero de 1989,  en Chascomús. Realizó su primera profesión de votos religiosos, el 14 de enero de 1990, en Santiago de Chile. Realizó la profesión solemne, el 25 de marzo de 1995, en Córdoba.
Fue ordenado diácono el 7 de octubre de 1995, en Córdoba. Su ordenación sacerdotal fue el 20 de julio de 1996, en Buenos Aires.
Como sacerdote desempeñó los siguientes ministerios:
- Formador de prenovicios (1995).
- Vicario Provincial de los Claretianos (2002-2012).
- Prefecto de Economía de la Provincia Argentina-Uruguay.
- Vicedirector de la Editorial Claretiana en Buenos Aires (1996).[4]
- Director de la Editorial Claretiana en Buenos Aires (1997-2013).
- Vicario parroquial de Corazón de María (1997).
- Vicario parroquial de San Jorge, en Florencio Varela (2000-2001).
- Decano y Vicedecano de la Arquidiócesis de Mendoza.[5]
- Delegado de Vida Consagrada en el Consejo Presbiteral Arquidiocesano, en 2021.
- Rector del Santuario de Nuestra Señora de Lourdes, en El Challao (2013-2022).

Tiene una estrecha relación y una comunicación fluida con el papa Francisco, a tal punto que el mismo Papa suele llamarlo para pedirle recomendaciones.

## Episcopado

### Obispo auxiliar de San Juan
El 26 de marzo de 2022, el papa Francisco lo nombró obispo titular de Buslacena y obispo auxiliar de San Juan de Cuyo.
Tras su nombramiento, se puso como lema la frase "Caminar, adorar y acompañar".
Fue consagrado el 18 de junio del mismo año, en el Estadio UPCN Vóley, San Juan; a manos del arzobispo Jorge Eduardo Lozano. El arzobispo Marcelo Daniel Colombo, fue quien le impuso la mitra.
- Vicario general diocesano (desde 2022).

### Obispo de Mar del Plata
El 21 de noviembre de 2023, fue nombrado obispo de Mar del Plata, luego de que el originalmente designado José María Baliña renunciara a su cargo antes de la toma de posesión prevista.
Tenía prevista la toma posesión canónica el 20 de enero de 2024, en la Catedral Basílica de Mar del Plata.
Tras su nombramiento a la sede marplatense, aparecieron acusaciones en su contra, por supuestos delitos de acoso y abuso de poder, registrados entre 2007 y 2013. Por tal motivo, el 9 de enero de 2024, la Nunciatura apostólica, realizó un comunicado, declarando "sin fundamento" a aquellos "rumores", además de expresar su confianza plena en el obispo Larrazábal.
El 17 de enero siguiente, el papa Francisco le aceptó la renuncia antes haber tomado posesión canónica de la sede, nombrando a un administrador apostólico al mismo tiempo. También, volvió a su oficio de auxiliar y a su sede titular.